# Vương Đình Huệ
Dans ce nom vietnamien, le nom de famille, Vương, précède le nom personnel.
 (mars 2023).
Si vous disposez d'ouvrages ou d'articles de référence ou si vous connaissez des sites web de qualité traitant du thème abordé ici, merci de compléter l'article en donnant les références utiles à sa vérifiabilité et en les liant à la section « Notes et références ».
Vương Đình Huệ, né le 15 mars 1957 dans le District de Nghi Lộc (Province de Nghệ An), est un homme d'État vietnamien, Président de l'Assemblée nationale du Vietnam du 31 mars 2021 au 2 mai 2024.